# Río Kurram
El río Kurram es un curso de agua de Pakistán, afluente del Indo.

## Descripción
El río Kurram drena los vertientes meridionales de la cordillera de Safēd Kōh y se une al río Indo cerca de Isakhel después de recorrer más de 320 km.